# Clarióngärdsmyg
Clarióngärdsmyg (Troglodytes tanneri) är en fågel i familjen gärdsmygar inom ordningen tättingar.

## Utseende och läte
Claríongärdsmygen är en 13 cm lång enfärgat gråbrun gärdsmyg. Den är beigefärgad på ögonbrynsstreck och ögonring, mörkbandad på vingar och stjärt och ljusbeige på undersidan, mörkare bandad på undersidan av stjärten. Bland lätena hörs ett långt och torrt insektslikt skallrande, en tjattrande serie och ”tchek”-toner. Sången liknar husgärdsmygens.

## Status
Fågeln förekommer enbart på Isla Clarión i Revillagigedoöarna utanför västra Mexiko. IUCN kategoriserar arten som sårbar.